# Secretaría de Política Económica
La Secretaría de Política Económica de Argentina es un organismo del Ministerio de Economía de la Nación. Tradicionalmente, el secretario del organismo es considerado como viceministro de Economía.

## Creación y organización
Fue creada en 1997 luego de la renuncia de Eugenio Isaac Pendás a la Secretaría de Programación Económica.El sucesor de Pendás, Carlos Alfredo Rodríguez, pidió cambiar el nombre de la secretaría al actual por considerar que él no podía «programar» la economía.
Uno de los objetivos definidos de la secretaría es:

Coordinar el diseño, elaboración y propuesta de los lineamientos estratégicos para la programación de la política económica y la planificación del desarrollo.
Anexo II, Decreto 50/2019

Está constituida de la siguiente forma:
- - Subsecretaría de Programación Macroeconómica
  - Subsecretaría de Programación Microeconómica

## Titulares
| Secretario                                                                                    | Partido | Partido                | Periodo                                           | Ministro                                         | Presidente                     |
| --------------------------------------------------------------------------------------------- | ------- | ---------------------- | ------------------------------------------------- | ------------------------------------------------ | ------------------------------ |
| Carlos Alfredo Rodríguez                                                                      |         |                        | 25 de agosto de 1997 - 1 de agosto de 1998        | Roque Benjamín Fernández                         | Carlos Menem                   |
| Durante este período volvió a la antigua denominación de Secretaría de Programación Económica |         |                        | 1 de agosto de 1998 - 12 de marzo de 2001         | José Luis Machinea                               | Fernando de la Rúa             |
| Federico Sturzenegger                                                                         |         |                        | 12 de marzo de 2001 - 20 de noviembre de 2001     | Ricardo López Murphy - Domingo Cavallo           | Fernando De la Rúa             |
| Guillermo Eduardo Mondino                                                                     |         |                        | 29 de noviembre de 2001 - 17 de diciembre de 2001 | Domingo Cavallo                                  | Fernando De la Rúa             |
| Jorge Todesca                                                                                 |         | Partido Justicialista  | 2 de enero de 2002 - 27 de abril de 2002          | Jorge Remes Lenicov                              | Eduardo Duhalde                |
| Alberto Enrique Devoto                                                                        |         |                        | 6 de mayo de 2002 - 8 de agosto de 2002           | Roberto Lavagna                                  | Eduardo Duhalde                |
| Oscar Tangelson                                                                               |         |                        | 28 de mayo de 2003 - 10 de diciembre de 2007      | Roberto Lavagna - Felisa Miceli - Miguel Peirano | Néstor Kirchner                |
| Gaston Leonardo Rossi                                                                         |         | Independiente          | 10 de diciembre de 2007 - 30 de abril de 2008     | Martín Lousteau                                  | Cristina Fernández de Kirchner |
| Martín Pablo Abeles                                                                           |         | Independiente          | 30 de abril de 2008 - 7 de julio de 2009          | Carlos Rafael Fernández                          | Cristina Fernández de Kirchner |
| Roberto Feletti                                                                               |         | Partido de la Victoria | 7 de julio de 2009 - 10 de diciembre de 2011      | Amado Boudou                                     | Cristina Fernández de Kirchner |
| Axel Kicillof                                                                                 |         | Independiente          | 10 de diciembre de 2011 - 20 de noviembre de 2013 | Hernán Lorenzino                                 | Cristina Fernández de Kirchner |
| Emmanuel Álvarez Agis                                                                         |         | Independiente          | 20 de noviembre de 2013 - 10 de diciembre de 2015 | Axel Kicillof                                    | Cristina Fernández de Kirchner |
| Pedro Lacoste                                                                                 |         |                        | 16 de diciembre de 2015 -                         | Alfonso Prat-Gay                                 | Mauricio Macri                 |
| Sebastián Galiani                                                                             |         |                        | 24 de enero de 2017 - 16 de junio de 2018         | Nicolás Dujovne                                  | Mauricio Macri                 |
| Guido Sandleris                                                                               |         |                        | 16 de junio de 2018 - 25 de septiembre de 2018    | Nicolás Dujovne                                  | Mauricio Macri                 |
| Miguel Braun                                                                                  |         | Propuesta Republicana  | 4 de octubre de 2018 - 9 de septiembre de 2019    | Nicolás Dujovne                                  | Mauricio Macri                 |
| Sebastián Katz                                                                                |         |                        | - 10 de diciembre de 2019                         | Hernán Lacunza                                   | Mauricio Macri                 |
| Haroldo Montagu                                                                               |         | Independiente          | 10 de diciembre de 2019 - 7 de enero de 2021      | Martín Guzmán                                    | Alberto Fernández              |
| Fernando Morra                                                                                |         | Independiente          | 7 de enero de 2021 - 2 de julio de 2022           | Martín Guzmán                                    | Alberto Fernández              |
| Karina Angelletti                                                                             |         | Partido Justicialista  | 8 de julio de 2022 - 29 de julio de 2022          | Silvina Batakis                                  | Alberto Fernández              |
| Gabriel Rubinstein                                                                            |         | Independiente          | 22 de agosto de 2022 - 10 de diciembre de 2023    | Sergio Massa                                     | Alberto Fernández              |
| Joaquín Cottani                                                                               |         | Independiente          | 10 de diciembre de 2023 - 1 de julio de 2024      | Luis Caputo                                      | Javier Milei                   |
| José Luis Daza                                                                                |         | Independiente          | 9 de septiembre de 2024 -                         | Luis Caputo                                      | Javier Milei                   |